# Espakeh
Espakeh (farsi اسپکه) è una città dello shahrestān di Nikshahr, circoscrizione di Lashar, nella provincia del Sistan e Baluchistan in Iran. Aveva, nel 2006, una popolazione di 2.995 abitanti. 